# Lahnstein
Lahnstein este un oraș situat la vărsarea râului Lahn în Rin, în districtul rural Rhein-Lahn, landul Renania-Palatinat, Germania. Localitatea se află pe valea Rinului und se întâlnesc munții Westerwald cu Taunus la sud de Koblenz, fiind o stațiune balneară cu ape termale.
Orașul are o judecătorie. Din punct vedere bisericesc aparține de episcopatul romano-catolic Limburg și de biserica evanghelică din Hessa și Nassau.

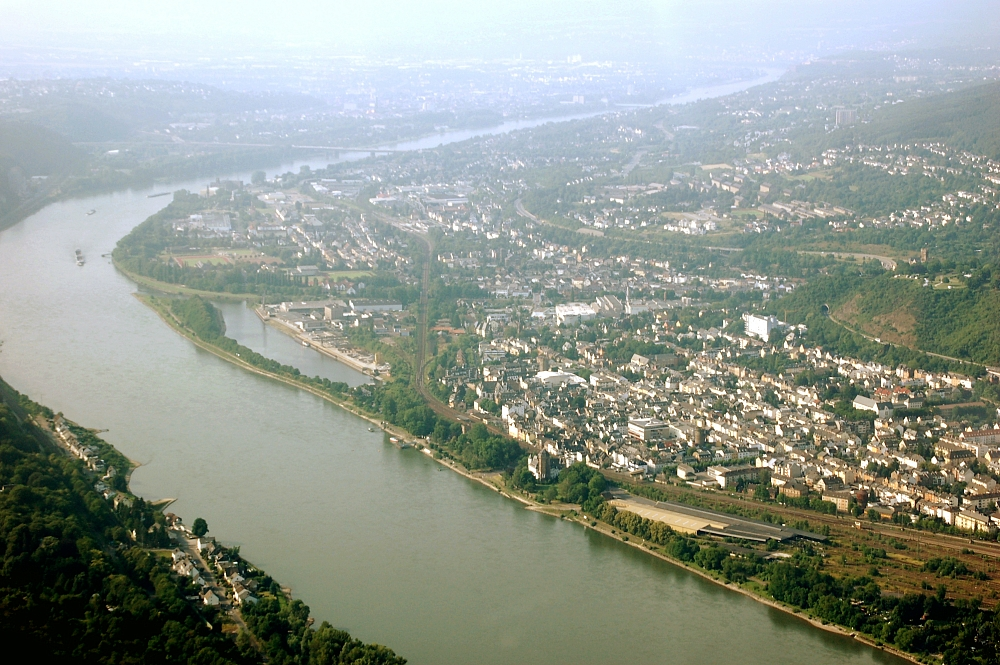
Vedere aeriană 2006

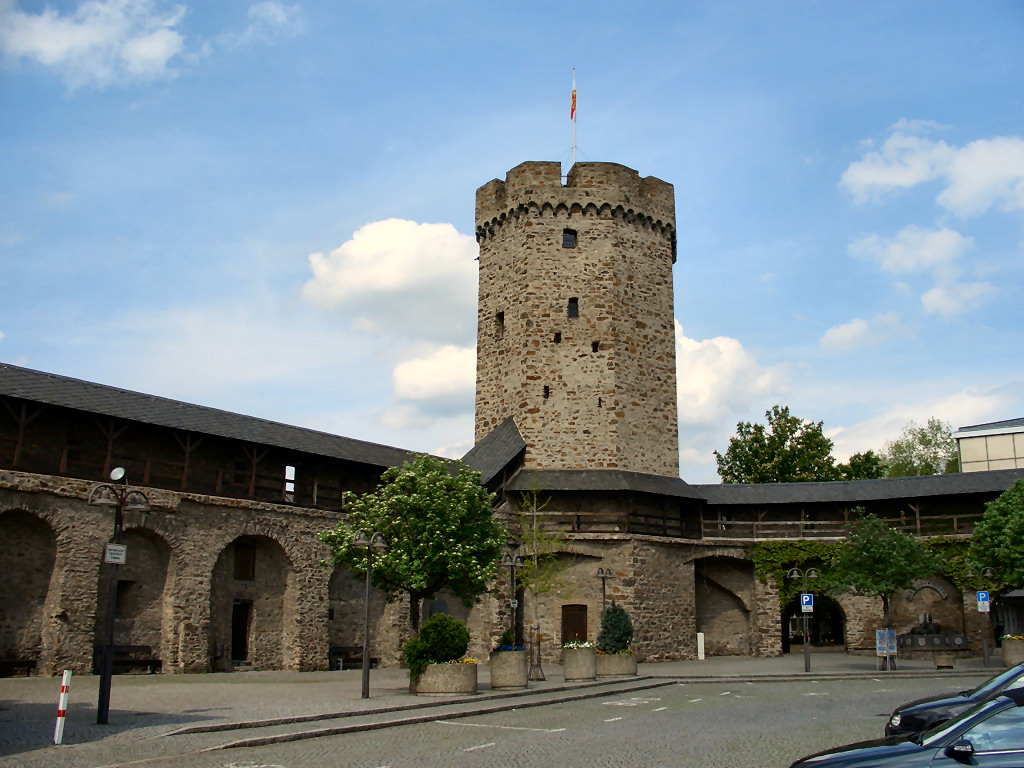
Hexenturm (Turnul Vrăjitoarei) din Lahnstein

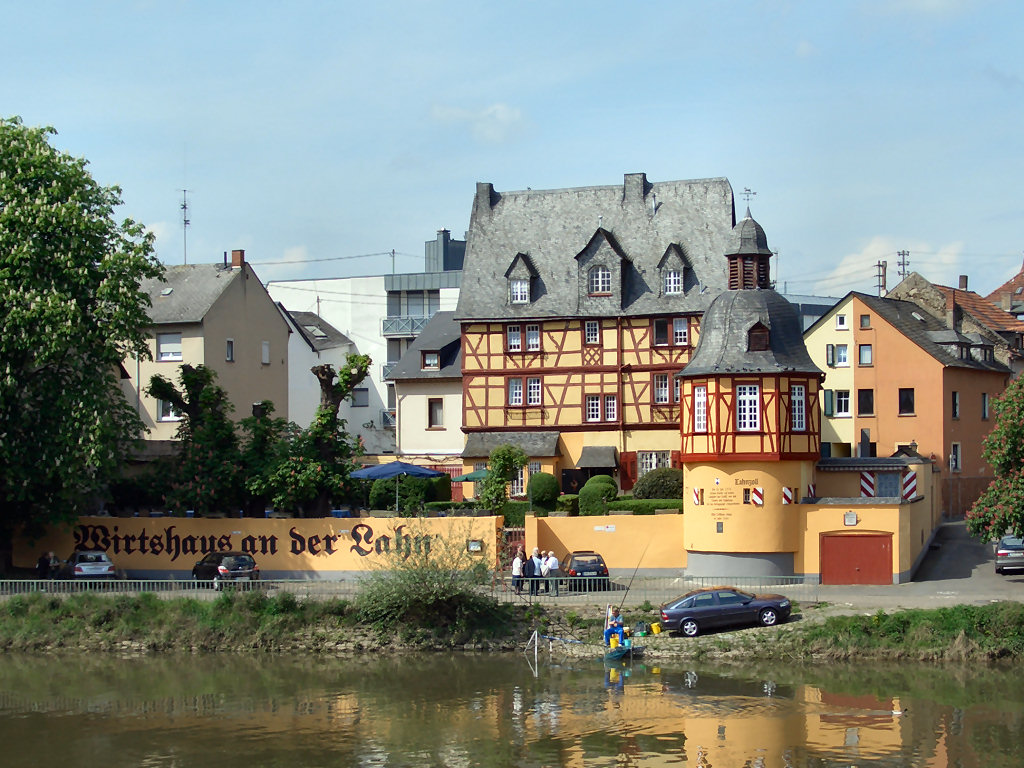
Restaurant într-un mic castel la râul Lahn

## Galerie de imagini

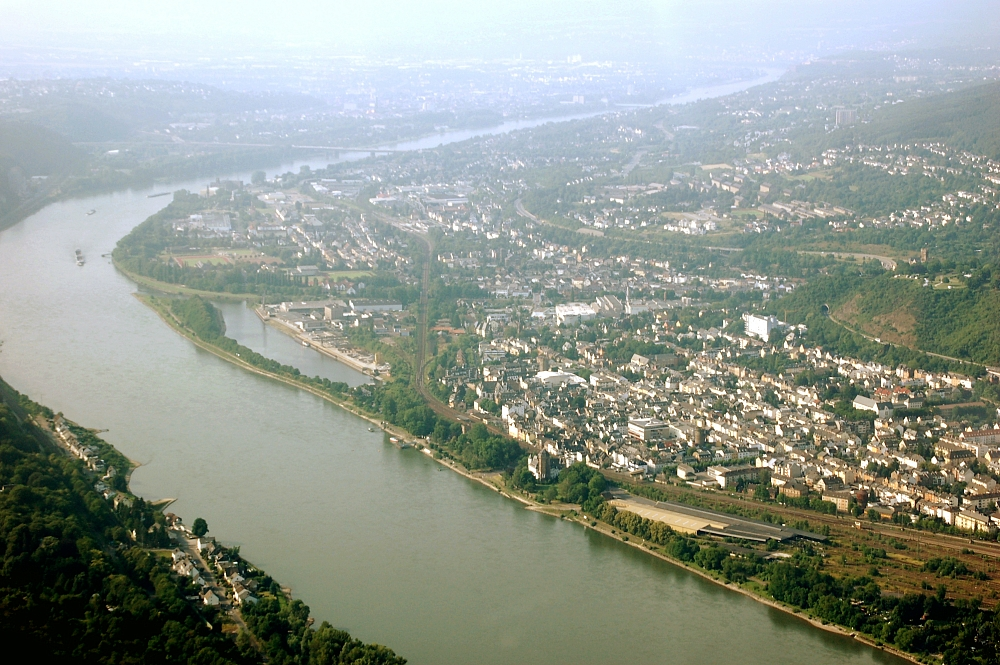
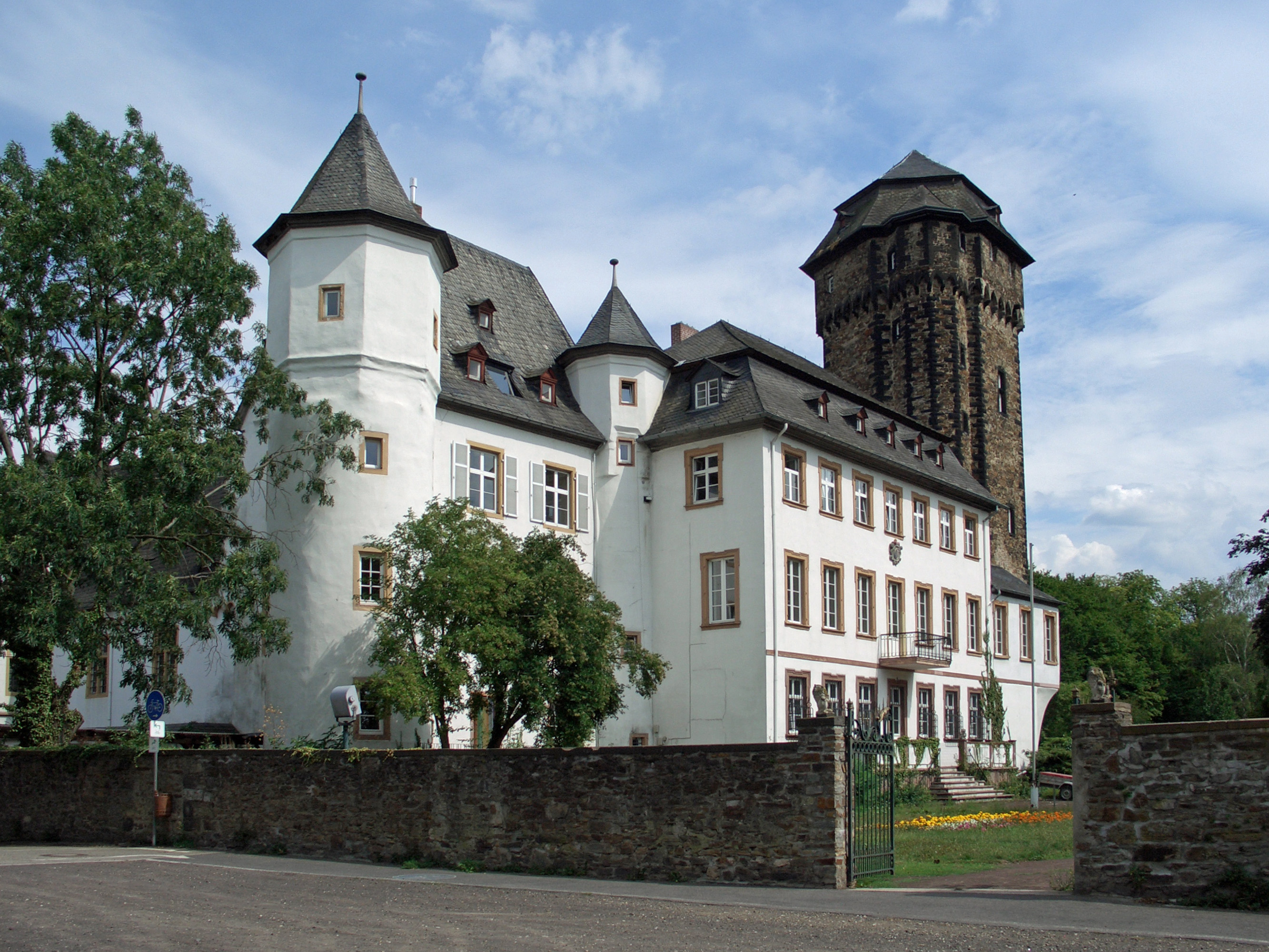
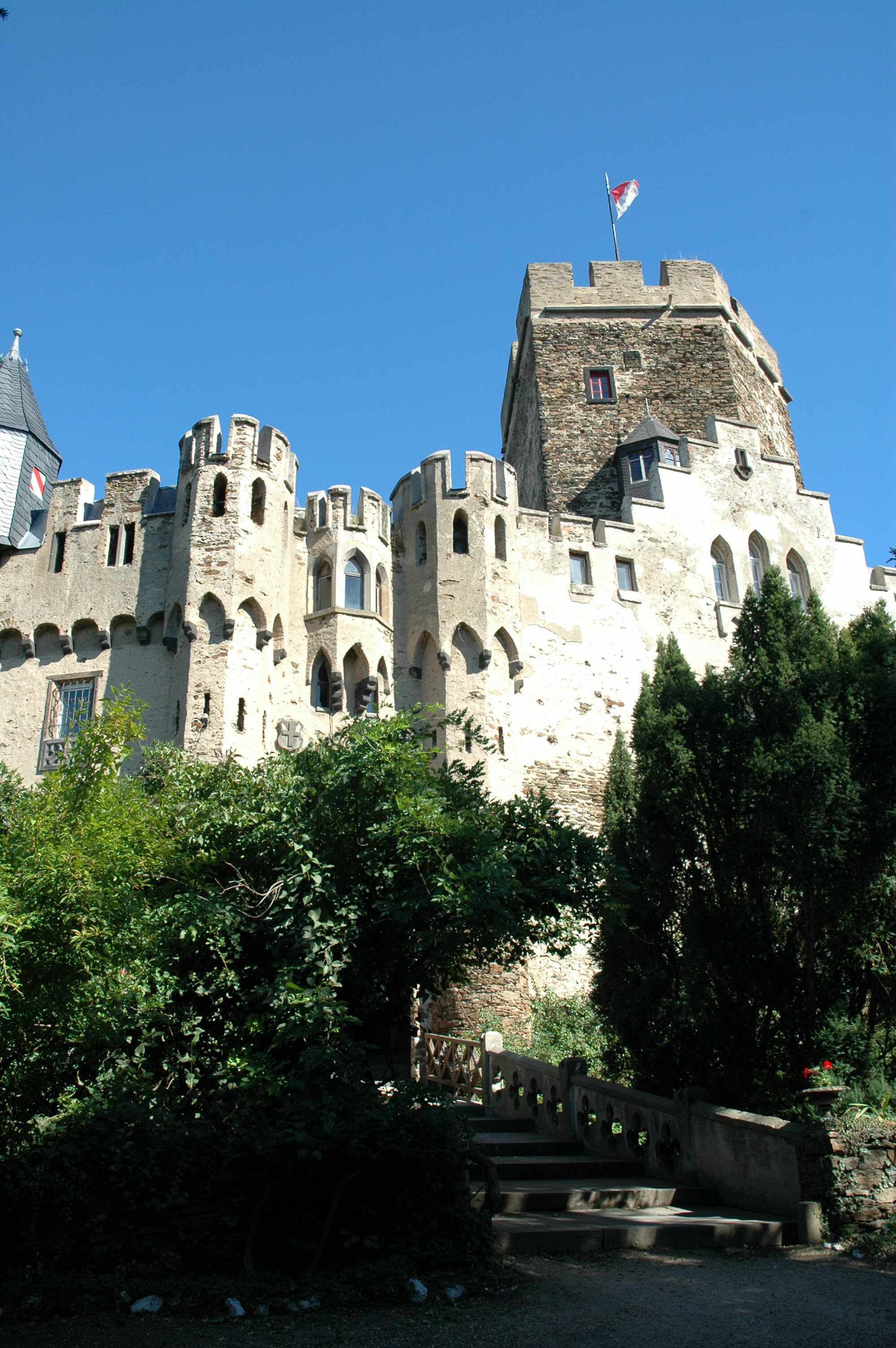

1. ↑   https://www.lahnstein.de/stadtverwaltung/organisation/, accesat în 14 martie 2025 Lipsește sau este vid: |title= (ajutor)
2. ↑  Alle politisch selbständigen Gemeinden mit ausgewählten Merkmalen am 31.12.2018 (4. Quartal) (în germană), Statistisches Bundesamt[*], arhivat din original la 10 martie 2019, accesat în 10 martie 2019